# Prix Kurd-Laßwitz
Le prix Kurd-Laßwitz  (en allemand Kurd-Laßwitz-Preis) est un prix littéraire allemand non doté qui récompense chaque année des œuvres de science-fiction parues l’année précédente. Il porte le nom du père fondateur de la science-fiction allemande moderne, l’écrivain et philosophe Kurd Laßwitz.
Le prix Kurd-Laßwitz a été créé en 1980 sur le modèle du prix Nebula américain. Son jury se compose d’auteurs, d’éditeurs et de traducteurs professionnels ou semi-professionnels actifs dans le domaine de la science-fiction. Il est donc à distinguer du prix allemand de science-fiction qui est doté et décerné par des lecteurs.
Le prix Kurd-Laßwitz était à l’origine attribué dans quatre catégories, « Meilleur roman », « Meilleure nouvelle », « Meilleur traducteur », « Meilleur illustrateur », auxquelles venait s'ajouter un « Prix spécial ». En 1983 apparut une nouvelle catégorie, le prix du « Meilleur roman étranger », puis deux autres en 1987, celles du « Meilleur film » et de la « Meilleure pièce radiophonique ».

## Palmarès

### Meilleur roman en allemand
- 1981 : Die Enkel der Raketenbauer par Georg Zauner (de)
- 1982 : Le Dernier Jour de la Création (Der letzte Tag der Schöpfung) par Wolfgang Jeschke
- 1983 : Im Jahre 95 nach Hiroshima par Richard Hey (de)
- 1984 : Das Sakriversum par Thomas R. P. Mielke (de)
- 1985 : Die Kälte des Weltraums par Herbert W. Franke
- 1986 : Endzeit par Herbert W. Franke
- 1987 : Die Wallfahrer par Carl Amery
- 1988 : Die Wolke par Gudrun Pausewang
- 1989 : New York ist himmlisch par Norbert Stöbe (de)
- 1990 : Midas par Wolfgang Jeschke
- 1991 : Das Geheimnis der Krypta par Carl Amery
- 1992 : Fatous Staub par Christian Mähr (de)
- 1993 : Die goldenen Heiligen oder Columbus entdeckt Europa par Herbert Rosendorfer (de)
- 1994 : Stimmen der Nacht par Thomas Ziegler
- 1995 : Das zerissene Land par Hans Joachim Alpers
- 1996 : Die graue Eminenz par Hans Joachim Alpers
- 1997 : Station solaire (Solarstation) par Andreas Eschbach
- 1998 : non décerné
- 1999 : Jésus vidéo (Das Jesus Video) par Andreas Eschbach
- 2000 : Kelwitts Stern par Andreas Eschbach
- 2001 : Lord Gamma (Lord Gamma) par Michael Marrak
- 2002 : Kwest (Quest) par Andreas Eschbach
- 2003 : Imagon par Michael Marrak
- 2004 : Le Dernier de son espèce (Der Letzte seiner Art) par Andreas Eschbach
- 2005 : Abysses (Der Schwarm) par Frank Schätzing
- 2006 : Le Jeu de Cuse (Das Cusanus-Spiel) par Wolfgang Jeschke
- 2007 : Auf der Spur des Engels par Herbert W. Franke
- 2008 : En panne sèche (Ausgebrannt) par Andreas Eschbach
- 2009 : Die Abschaffung der Arten par Dietmar Dath (de)
- 2010 : Ein König für Deutschland par Andreas Eschbach
- 2011 : Walpar Tonnraffir und der Zeigefinger Gottes par Uwe Post (de)
- 2012 : Maître de la matière (Herr aller Dinge) par Andreas Eschbach
- 2013 : Pulsarnacht par Dietmar Dath (de)
- 2014 : Dschiheads par Wolfgang Jeschke
- 2015 : Drohnenland par Tom Hillenbrand (de)
- 2016 : Das Schiff par Andreas Brandhorst
- 2017 : Omni par Andreas Brandhorst
- 2018 : Der Kanon mechanischer Seelen par Michael Marrak
- 2019 : NSA – Nationales Sicherheits-Amt par Andreas Eschbach
- 2020 : Perry Rhodan – Das größte Abenteuer par Andreas Eschbach
- 2021 : Eines Menschen Flügel par Andreas Eschbach
- 2022 : Nanopark par Uwe Hermann (de)
- 2023 : Neongrau – Game Over im Neurosubstrat par Aiki Mira
- 2024 : Neurobiest par Aiki Mira
- 2025 : Proxi par Aiki Mira

### Meilleur roman court
- 1981 : Die sensitiven Jahre par Thomas Ziegler
- 1982 : Dokumente über den Zustand des Landes vor der Verheerung par Wolfgang Jeschke
- 1983 : Osiris Land par Wolfgang Jeschke
- 1984 : Die Stimmen der Nacht par Thomas Ziegler
- 1985 : Nekyomanteion par Wolfgang Jeschke
- 1986 : Traumjäger par Hans Joachim Alpers et Ronald M. Hahn (de)
- 1987 : Umkreisungen par Karl Michael Armer (de)
- 1988 : Die Endlösung der Arbeitslosenfrage par Karl Michael Armer (de)
- 1989 : Malessen Mitte Biotechnik par Karl Michael Armer (de)
- 1990 : Siebzehn Sätze par Werner Zillig (de)
- 1991 : Eine Kleinigkeit für uns Reinkarnauten par Thomas Ziegler
- 1992 : Das Blei der Zeit par Horst Pukallus (de)
- 1993 : Von der Zeit, von der Erinnerung par Erik Simon
- 1994 : Schlechte Nachrichten aus dem Vatikan par Wolfgang Jeschke
- 1995 : Leichter als Vakuum par Erik Simon, Angela Steinmüller et Karlheinz Steinmüller sous le pseudonyme Simon Zwystein
- 1996 : Der Durst der Stadt par Norbert Stöbe (de)

### Meilleure nouvelle
- 1981 : Auf dem großen Strom par Ronald M. Hahn (de)
- 1982 : Ein paar kurze durch die Zensur geschmuggelte Szenen aus den Akten der Freiheit & Abenteuer GmbH par Ronald M. Hahn (de)
- 1983 : Die Planktonfischer par Andreas Brandhorst
- 1984 : Atem der Sonne par Herbert W. Franke
- 1985 : Nur einen Sommer gönnt ihr Gewaltigen par Carl Amery
- 1986 : Polarlicht par Reinmar Cunis (de)
- 1987 : Play Future par Rainer Erler (de)
- 1989 : Der Käse par Rainer Erler (de)
- 1990 : Wanderlust par Gisbert Haefs (de)
- 1991 : Simulation par Peter Robert (de)
- 1992 : Pflegeleicht par Peter Schattschneider (de)
- 1993 : Der Kerzenmacher par Angela Steinmüller
- 1994 : Liebe, Du zärtlicher, zitternder Vogel par Gert Prokop
- 1995 : Brief aus dem Jenseits par Peter Schattschneider (de)
- 1996 : Der lange Weg nach Santa Cruz par Michael Ende

### Meilleur roman court ou nouvelle
- 1997 : Partner fürs Leben par Wolfgang Jeschke
- 1998 : Blind Date par Malte S. Sembten (de)
- 1999 : Wüstenlack par Marcus Hammerschmitt
- 2000 : Die Cusanische Acceleratio par Wolfgang Jeschke
- 2001 : Troubadoure par Marcus Hammerschmitt
- 2002 : Allah akbar And So Smart Our NLWs par Wolfgang Jeschke
- 2003 : Spiel beendet, sagte der Sumpf par Erik Simon
- 2004 : Vor der Zeitreise par Angela Steinmüller et Karlheinz Steinmüller
- 2005 : Das Geschmeide par Wolfgang Jeschke
- 2006 : An e-Star is born par Rainer Erler (de)
- 2007 : Canea Null par Marcus Hammerschmitt
- 2008 : Der Moloch par Michael K. Iwoleit (de)
- 2009 : Survival-Training par Andreas Eschbach et Ein Geschäft wie jedes andere par Heidrun Jänchen (ex æquo)
- 2010 : Das Klassentreffen der Weserwinzer par Ernst-Eberhard Manski (de)
- 2011 : Die Schwelle par Michael K. Iwoleit (de)
- 2012 : Am Ende der Reise par Frank W. Haubold (de)
- 2013 : Im Käfig par Klaus N. Frick (de)
- 2014 : Coen Sloterdykes Diametral Levitierendes Chronoversum par Michael Marrak
- 2015 : Boatpeople par Fabian Tomaschek
- 2016 : Was geschieht dem Licht am Ende des Tunnels ? par Karsten Kruschel (de)
- 2017 : Suicide Rooms par Gabriele Behrend
- 2018 : Das Internet der Dinge par Uwe Hermann (de)
- 2019 : Confinement par Thorsten Küper
- 2020 : Koloss aus dem Orbit par Jacqueline Montemurri
- 2021 : Marslandschaften par Angela Steinmüller et Karlheinz Steinmüller
- 2022 : Utopie27 par Aiki Mira
- 2023 : Die Nachrichtenmacher par Uwe Hermann (de)
- 2024 : Die Straße der Bienen par Christian Endres
- 2025 : Wichtig ist nur, was die Leute glauben par Christian Endres

### Meilleur roman étranger
- 1984 : Le Printemps d'Helliconia par Brian Aldiss
- 1985 : SIVA par Philip K. Dick
- 1986 : Les Mille et Une Vies de Billy Milligan par Daniel Keyes
- 1987 : Eleander Morning par Jerry Yulsman (en)
- 1988 : Le Don par Christopher Priest
- 1989 : La Voix des morts par Orson Scott Card
- 1990 : La Vie en temps de guerre par Lucius Shepard
- 1991 : EntREfeR par Iain Banks
- 1992 : Le Seigneur des Guêpes par Iain Banks
- 1993 : L'Usage des armes par Iain Banks
- 1994 : Le Grand Livre par Connie Willis
- 1995 : Scissors Cut Paper Wrap Stone par Ian McDonald
- 1996 : Les Vaisseaux du temps par Stephen Baxter
- 1997 : Bonjour chaos par Kate Wilhelm
- 1998 : Excession par Iain Banks
- 1999 : Sacrifice of Fools par Ian McDonald
- 2000 : L'Énigme de l'univers par Greg Egan
- 2001 : Le Moineau de Dieu par Mary Doria Russell
- 2002 : Sans parler du chien par Connie Willis
- 2003 : Perdido Street Station par China Miéville
- 2004 : Au tréfonds du ciel par Vernor Vinge
- 2005 : Les Scarifiés par China Miéville
- 2006 : Le Concile de fer par China Miéville
- 2007 : Spin par Robert Charles Wilson
- 2008 : Spectrum par Sergueï Loukianenko
- 2009 : Glasshouse par Charles Stross
- 2010 : The Android's Dream par John Scalzi
- 2011 : The City and the City par China Miéville
- 2012 : La Fille automate par Paolo Bacigalupi
- 2013 : L'Enfer, quand Dieu n'est pas présent par Ted Chiang
- 2014 : Morwenna par Jo Walton
- 2015 : Paradis perdu par Ursula K. Le Guin
- 2016 : Seveneves par Neal Stephenson
- 2017 : Le Problème à trois corps par Liu Cixin
- 2018 : Le Livre de Phénix par Nnedi Okorafor
- 2019 : Early Riser par Jasper Fforde
- 2020 : Les Testaments  par Margaret Atwood
- 2021 : Tales from the Loop par Simon Stålenhag
- 2022 : Le Ministère du futur par Kim Stanley Robinson
- 2023 : La Galaxie vue du sol par Becky Chambers
- 2024 : La Vallée de l'éternel retour par Ursula K. Le Guin
- 2025 : Histoires de moine et de robot par Becky Chambers

### Meilleur traducteur germanophone
- 1981 : Horst Pukallus (de)
- 1982 : Horst Pukallus (de)
- 1983 : Michael Kubiak
- 1984 : Horst Pukallus (de)
- 1985 : Horst Pukallus (de)
- 1986 : Lore Straßl (de)
- 1987 : Lore Straßl (de)
- 1988 : Lore Straßl (de)
- 1989 : Walter Brumm
- 1990 : Irene Holicki
- 1991 : non décerné
- 1992 : Irene Bonhorst
- 1993 : Irene Bonhorst pour la traduction allemande de L'Usage des armes par Iain Banks
- 1994 : Walter Brumm pour la traduction allemande de Le Grand Livre par Connie Willis
- 1995 : Ralph Tegtmeier pour la traduction allemande de Scissors Cut Paper Wrap Stone par Ian McDonald
- 1996 : Erik Simon pour la traduction allemande de Un feu sur l'abîme par Vernor Vinge
- 1997 : Ronald M. Hahn (de) pour la traduction allemande de The Encyclopedia of Science Fiction par John Clute
- 1998 : Irene Bonhorst pour la traduction allemande de Excession par Iain Banks
- 1999 : Harry Rowohlt pour la traduction allemande de Tremblement de temps par Kurt Vonnegut
- 2000 : Bernhard Kempen (de) pour la traduction allemande de L'Énigme de l'univers par Greg Egan
- 2001 : Horst Pukallus (de) et Michael K. Iwoleit (de) pour la traduction allemande de Efroyabl Ange1 par Iain Banks
- 2002 : Christian Lautenschlag (de) pour la traduction allemande de Sans parler du chien par Connie Willis
- 2003 : Eva Bauche-Eppers (de) pour la traduction allemande de Perdido Street Station par China Miéville
- 2004 : Hannes Riffel (de) pour la traduction allemande de Appleseed par John Clute
- 2005 : Peter Robert (de) pour la traduction allemande de Ilium par Dan Simmons
- 2006 : Gerald Jung (de) pour la traduction allemande de The Sky So Big and Black par John Barnes
- 2007 : Volker Oldenburg pour la traduction allemande de Cartographie des nuages par David Mitchell
- 2008 : Hannes Riffel (de) pour la traduction allemande de Vellum par Hal Duncan
- 2009 : Sara Riffel (de) pour la traduction allemande de Vision aveugle par Peter Watts
- 2010 : Ulrich Blumenbach (de) pour la traduction allemande de L'Infinie Comédie par David Foster Wallace
- 2011 : Juliane Gräbener-Müller et Nikolaus Stingl pour la traduction allemande de Anatèm par Neal Stephenson
- 2012 : Jasper Nicolaisen (de) et Jakob Schmidt (de) pour la traduction allemande de Getting to Know You par David Marusek
- 2013 : Birgit Herden et Dorothea Kalfass et Hannes Riffel (de) pour la traduction allemande de L'Homme des calories par Paolo Bacigalupi
- 2014 : Margo Jane Warnken pour la traduction allemande de James Tiptree, Jr.: The Double Life of Alice B. Sheldon par Julie Phillips (en)
- 2015 : Justin Aardvark et Jürgen Zahn pour la traduction allemande de William Shakespeare's Star Wars par Ian Doescher (en) et Horst Illmer pour la traduction allemande de Paradis perdu par Ursula K. Le Guin (ex æquo)
- 2016 : Eva Bauche-Eppers (de) pour la traduction allemande de Merfer par China Miéville
- 2017 : Martina Hasse pour la traduction allemande de Le Problème à trois corps par Liu Cixin
- 2018 : Claudia Kern (de) pour la traduction allemande de Blackout et All Clear par Connie Willis
- 2019 : Jakob Schmidt (de) pour la traduction allemande de New York 2140 par Kim Stanley Robinson
- 2020 : Andreas Fliedner pour la traduction allemande de Les Derniers Jours du Nouveau-Paris par China Miéville
- 2021 : Susanne Gerold pour la traduction allemande de Les Livres de la terre fracturée par N. K. Jemisin
- 2022 : Pia Biundo (de) pour la traduction allemande de Una nueva consciencia par Carloas Suchowolski
- 2023 : Eva Bauche-Eppers (de) pour la traduction allemande de Veniss Underground par Jeff VanderMeer
- 2024 : Matthias Fersterer, Karen Nölle (de) et Helmut W. Pesch (de) pour la traduction allemande de La Vallée de l'éternel retour par Ursula K. Le Guin
- 2025 : Claudia Rapp pour la traduction allemande de Whalefall par Daniel Kraus (en)

### Meilleur illustrateur
- 1981 : Helmut Wenske (de)
- 1982 : Helmut Wenske (de)
- 1983 : Ulf Herholz
- 1984 : Helmut Wenske (de)
- 1985 : Helmut Wenske (de)
- 1986 : Helmut Wenske (de)
- 1987 : Klaus Holitzka (de)
- 1988 : Klaus Holitzka (de)
- 1989 : Helmut Wenske (de)
- 1990 : Dieter Rottermund
- 1991 : Dieter Rottermund
- 1992 : Dieter Rottermund
- 1993 : Jörg Remé pour l'illustration de couverture de Die eingeborene Tochter par James Morrow
- 1994 : Karel Thole (de) pour toute son œuvre
- 1995 : Jobst Teltschik pour l'illustration de couverture de l'édition allemande de Scissors Cut Paper Wrap Stone par Ian McDonald
- 1996 : Dieter Rottermund pour l'illustration de couverture de l'édition allemande de Les Chroniques de Cadwal par Jack Vance
- 1997 : non décerné
- 1998 : Attila Boros pour l'illustration de couverture de Meamones Auge par Wolfgang Jeschke
- 1999 : Thomas Thiemeyer (de) pour l'illustration de couverture de Auf zwei Planeten par Kurd Laßwitz
- 2000 : Mario Franke pour l'illustration de couverture de Lichtjahr 7 par Erik Simon
- 2001 : Fred-Jürgen Rogner pour l'illustration de couverture de La Paix éternelle par Joe Haldeman
- 2002 : Thomas Thiemeyer (de) pour la couverture et les illustrations de Kwest par Andreas Eschbach
- 2003 : Thomas Thiemeyer (de) pour l'illustration de couverture de Jupiter par Ben Bova
- 2004 : Thomas Thiemeyer (de) pour l'illustration de couverture de Der Asteroidenkrieg par Ben Bova
- 2005 : Dirk Berger pour les illustrations de Imagon par Michael Marrak et Michael Marrak pour l'illustration de couverture de PHANTASTISCH! 15 par Klaus Bollhöfener (ex æquo)
- 2006 : Thomas Thiemeyer (de) pour l'illustration de couverture de Die Legende von Eden und andere Visionen par Helmuth W. Mommers
- 2007 : Thomas Franke (de) pour l'illustration de couverture de Der Zeiter par Wolfgang Jeschke
- 2008 : Franz Vohwinkel pour l'illustration de couverture Tristopolis par John Meaney
- 2009 : Carsten Dörr pour l'illustration de couverture de Prothesengötter par Frank Hebben
- 2010 : Franz Vohwinkel pour l'illustration de couverture de Das Königreich der Lüfte par Stephen Hunt
- 2011 : Timo Kümmel (de) pour l'illustration de couverture de Die Ankunft par Dirk van den Boom
- 2012 : Alexander Preuss pour l'illustration de couverture de Emotio par Armin Rößler et Heidrun Jänchen
- 2013 : Thomas Franke (de) pour l'illustration de couverture de Exodus 29 par René Moreau, Olaf Kemmler et Heinz Wipperfürth (éds.)
- 2014 : Pierangelo Boog (de) pour l'illustration de couverture de Exodus 30
- 2015 : Timo Kümmel (de) pour l'illustration de couverture de Aufgehende Sone
- 2016 : Dirk Berger pour l'illustration de couverture de Nova 23
- 2017 : Greg Ruth pour l'illustration de couverture de Lagune par Nnedi Okorafor
- 2018 : Lothar Bauer pour l'illustration de couverture de Luna Incognita par Axel Kruse
- 2019 : Michael Marrak pour l'illustration de couverture de Die Reise zum Mittelpunkt der Zeit par Michael Marrak
- 2020 : Michael Marrak pour l'illustration de couverture de Der Garten des Uroboros par Michael Marrak
- 2021 : Meike Schultchen pour l'illustration de couverture de Cozmic 2 par René Moreau et Michael Vogt
- 2022 : Hubert Schweizer (de) pour l'illustration de couverture de Exodus 43 par René Moreau, Hans Jürgen Kugler et Heinz Wipperfürth (éds.)
- 2023 : Thomas Thiemeyer (de) pour l'illustration de couverture de Exodus 44 par René Moreau, Hans Jürgen Kugler et Heinz Wipperfürth (éds.)
- 2024 : Thomas Thiemeyer (de) pour l'illustration de couverture de Ferne Horizonte – Entfernte Verwandte par Hans Jürgen Kugler et René Moreau (éds.)
- 2025 : Dirk Berger pour l'illustration de couverture de phantastisch! 94 par Klaus Bollhöfener

### Meilleure pièce radiophonique germanophone
- 1987 : Totenfloß par Harald Müller
- 1988 : Das Penthouse-Protokoll par Carl Amery
- 1989 : Jona im Feuerofen par Wolfgang Jeschke
- 1990 : Projekt Ichthantropus gescheitert par Dieter Hasselblatt
- 1991 : Ambra - Das letzte Geschenk par Eike Gallwitz
- 1992 : Midas oder Die Auferstehung des Fleisches par Hermann Motschach
- 1993 : Sommernachtstraum par Eva Maria Mudrich
- 1994 : deux seconds prix pour Traumgeschäfte par Hermann Ebeling et pour Dream War - Der Krieg der Träume par Friedrich Bestenreiner
- 1995 : non décerné
- 1996 : Uhrwerk Orange par Wolfgang Rindfleisch
- 1997 : Paradise Hospital Inc. par Friedrich Bestenreiner
- 1998 : Die Tage nebenan - oder : Da, wo Cäsar nicht ermordet wurde par Karlheinz Knuth
- 1999 : MOI par Heiko Michael Hartmann
- 2000 : Träumen Androiden par Marina Dietz,  d'après Blade Runner par Philip K. Dick
- 2001 : non décerné
- 2002 : Tokio liebt uns nicht mehr par Walter Adler d'après Ray Loriga
- 2003 : non décerné
- 2004 : non décerné
- 2005 : Das letzte Geheimnis par Norbert Schaeffer d'après L'Ultime Secret par Bernard Werber
- 2006 : Das Lewskow-Manuscript par Matthias Wittekindt
- 2007 : Amnesia par Matthias Scheliga
- 2008 : non décerné
- 2009 : Die Flüsterer par Bodo Traber et Tilman Zens
- 2010 : non décerné
- 2011 : non décerné
- 2012 : Sprachlabor Babylon par Till Muller-Klug
- 2013 : Unerwartete Ereignisse par Heinz von Cramer
- 2014 : non décerné
- 2015 : Foxfinder par Walter Adler
- 2016 : Sale par Georg Heinzen
- 2017 : non décerné
- 2018 : Paradise Revisited
- 2019 : non décerné
- 2020 : non décerné
- 2021 : non décerné
- 2022 : non décerné
- 2023 : Die Nacht war bleich, die Lichter blinkten par Emma Braslavsky (de)
- 2024 : non décerné
- 2025 : non décerné

### Meilleur film
- 1987 : News - Bericht über die Reise in eine strahlende Zukunft par Rainer Erler (de)
- 1988 : Les Ailes du désir par Wim Wenders
- 1989 : Le Baron de Münchhausen par Terry Gilliam
- 1990 : non décerné
- 1991 : Es ist nicht leicht, ein Gott zu sein par Peter Fleischmann
- 1992 : non décerné
- 1993 : Alien 3 par David Fincher
- 1994 : non décerné
- 1995 : non décerné
- 1996 : non décerné.

Transfert de cette catégorie vers le prix Curt-Siodmak.

### Prix spécial
- 1981 : Hans Joachim Alpers, Werner Fuchs, Ronald M. Hahn (de) et Wolfgang Jeschke pour le Lexikon der Science Fiction Literatur
- 1982 : Wolfgang Jeschke comme mécène de la SF allemande et comme éditeur du Heyne Science Fiction Magazin
- 1983 : Hans Joachim Alpers, Werner Fuchs et Ronald M. Hahn (de) pour le Reclams Science Fiction Führer
- 1984 : Heinrich Wimmer (Corian Verlag) pour son courage éditorial
- 1985 : Joachim Körber, pour son Bibliographisches Lexikon der utopisch-phantastischen Literatur
- 1986 : Dieter Hasselblatt pour ses réalisations dans le domaine des pièces radiophoniques de SF
- 1987 : Ute Bauer, Olaf Rappold et Thomas Tilsner pour SCIENCE FICTION MEDIA
- 1988 : Wolfgang Jeschke, pour le Das Science Fiction Jahr
- 1989 : Ute Bauer, Olaf Rappold et Thomas Tilsner pour SCIENCE FICTION MEDIA
- 1990 : Walter Froneberg (Maire de la ville de Wetzlar) pour son soutien à la Bibliothèque du Fantastique de Wetzlar
- 1991 : Hans Joachim Alpers pour ses recherches sur la littérature SF
- 1992 : le comité organisateur des Journées de la SF dans la région de Rhénanie-du-Nord-Westphalie
- 1993 : Waldemar Kumming pour la rédaction du MUNICH ROUND UP et pour toute son œuvre
- 1994 : le comité organisateur des Journées de la science-fiction dans la région de Rhénanie-du-Nord-Westphalie
- 1995 : toute l'équipe du magazine Alien Contact
- 1996 : Walter Ernsting pour toute son œuvre comme auteur, traducteur, agent littéraire, éditeur, relecteur et incitateur
- 1997 : Wolfgang Jeschke pour la promotion des nouvelles de SF et son édition de Das SF Jahr
- 1998 : Hermann Urbanek pour ses chroniques dans les ANDOMEDA NACHRICHTEN, dans le Heyne SF Jahr et d'autres publications
- 1999 : Rudi Schweikert pour la réédition de Kurd Laßwitz, Auf zwei Planeten
- 2000 : Erik Simon et le cercle des amis de la SF de Leipzig
- 2001 : Wolfgang Jeschke pour toute son œuvre et ses actions en faveur de la SF en Allemagne
- 2002 : Hardy Kettlitz pour son travail de rédacteur en chef des 42 éditions du magazine Alien Contact et la série des livres de la même collection, pour la publication de la série SF PERSONALITY et l'organisation des Journées Berlinoises de la Fantasy
- 2003 : Hans-Peter Neumann pour la Die große illustrierte Bibliographie der Science Fiction in der DDR
- 2004 : Franz Rottensteiner pour la publication des QUARBER MERKUR pendant de nombreuses années
- 2005 : Klaus Bollhöfener pour ses activités de rédacteur en chef de PHANTASTISCH!
- 2006 : Sascha Mamczak pour son travail éditorial concernant l'œuvre de Philip K. Dick et Carl Amery, à titre posthume, pour toute son œuvre
- 2007 : Christian Spree pour son important travail bibliographique sur la science-fiction allemande mise gratuitement à disposition du public sur le site http://www.chpr.at/
- 2008 : Helmuth W. Mommers pour son inlassable travail d'éditeur de nouvelles de science-fiction, en particulier dans la série Visionen des éditions Shayol
- 2009 : Wolfgang Both pour son livre Rote Blaupausen - eine kurze Geschichte der sozialistischen Utopien paru chez Shayol et Ernst Vleck pour l'ensemble de son œuvre
- 2010 : Guido Latz pour son infatigable travail en faveur de la SF au sein des éditions Atlantis et pour la rédaction de la lettre d'information du site www.phantastik.de
- 2011 : Dieter von Reeken pour son édition de l’œuvre d'Oskar Hoffmann et sa réédition de l’œuvre complète de Kurd Laßwitz
- 2012 : Helmuth W. Mommers pour la création de la Villa fantastica de Vienne et, de manière posthume, Hans Joachim Alpers pour l'ensemble de son œuvre
- 2013 : Ralf Boldt et Wolfgang Jeschke pour la publication de l'anthologie Die Stille nach dem Ton (Le silence au-delà du son) Ernst Wurdack pour son infatigable travail d'édition et de promotion des jeunes talents de science-fiction au travers d'anthologies
- 2014 : Martin Kempf et son équipe de Fandom Observer pour avoir publié 300 numéros en 25 ans
- 2015 : Bernd Kronsbein, Elisabeth Bösl, Christian Endres et Sebastian Pirling pour leur travail en tant que rédacteurs pour www.Zukunft.de ; René Moreau, Olaf Kemmler et Heinz Wipperfürth pour le magazine Exodus
- 2016 : Hannes Riffel (de), Sascha Mamczak et l'équipe de Golkonda pour la poursuite de L'année de la science-fiction ainsi que Roger Murmann, Christian de Ahna, Birgit Fischer et Kurt Zelt pour les 30 ans de la Buchmessecon.
- 2017 : Ralf Boldt, Sylvana Freyberg et l'équipe de MediKonOne
- 2018 : Thomas Le Blanc
- 2019 : Ronald M. Hahn (de), Michael K. Iwoleit, Helmuth W. Mommers, Olaf G. Hilscher, Frank Hebben et Michael Haitel pour les actions dans Nova Magazin
- 2020 :
  - activités actuelles : Klaus Farin, Hardy Kettlitz et Melanie Wylutzki
  - activités de longue date : Michael Haitel
- 2021 :
  - activités actuelles : Hans Frey
  - activités de longue date : Freundeskreis Science Fiction Leipzig (FKSFL)
- 2022 :
  - activités actuelles : Hans Jürgen Kugler et René Moreau
  - activités de longue date : Franz Rottensteiner
- 2023 :
  - activités actuelles : Wolfgang Both, Mario Franke et Ralf Neukirchen pour SF in DDR dans le cadre de l'exposition Leseland DDR
  - activités de longue date : Christian Hoffmann et Udo Klotz pour l'édition du magazine !Time Machine
- 2024 :
  - activités actuelles : Fritz Heidorn, Klimahaus Bremerhaven, Deutsche Klimastiftung et Hirnkost-Verlag
  - activités de longue date : René Moreau, Olaf Kemmler, Heinz Wipperfürth et Hans Jürgen Kugler
- 2025 :
  - activités actuelles : Hannes Riffel (de)
  - activités de longue date : The Otherland team